# Cuarta expedición auxiliadora al Alto Perú
En el año 1817, durante la guerra de Independencia Argentina, el comandante del Ejército del Norte de las Provincias Unidas del Río de la Plata, Manuel Belgrano, envió hacia el Alto Perú una división militar de reducido tamaño al mando del teniente coronel Gregorio Aráoz de Lamadrid con el objeto de obstaculizar el avance del Ejército Real del Perú por el norte de la actual Argentina. Aunque la división logró internarse hasta atacar Chuquisaca, fue rechazada y perseguida por tres divisiones realistas obligando a su retorno, logrando sin embargo el objetivo de colaborar en hacer retrogradar la invasión realista. Algunas fuentes llaman a esta división como Cuarto Ejército Auxiliar del Alto Perú.

## Antecedentes
En septiembre de 1816, tras el nombramiento provisorio de Joaquín de la Pezuela como virrey del Perú, asumió en su reemplazo el comando del Ejército Real del Alto Perú el general José de la Serna, quien incorporó una gran cantidad de oficiales y tropas que habían luchado en la Guerra de Independencia de España. El nuevo comandante trazó un plan de invasión de las Provincias Unidas desde el norte, en colaboración con el Ejército Real de Chile. Tras derrotar a varias republiquetas, el 17 de noviembre de 1816 De la Serna trasladó su cuartel general a Tupiza, moviendo hacia allí parte del ejército. A principios de 1817 avanzó sobre Jujuy con 5000 hombres (Invasión de De la Serna a Jujuy y Salta). El 6 de enero de 1817, y luego nuevamente el 17 de enero, la vanguardia comandada por Pedro Antonio Olañeta ocupó San Salvador de Jujuy y esperó a que De la Serna lo alcanzara con el grueso del ejército, pero su avance hacia el sur fue hostilizado y detenido por las partidas guerrilleras comandadas por el coronel Martín Miguel de Güemes. El 14 de febrero de 1817 el Ejército de los Andes entraba en Santiago de Chile frustrando los planes realistas, mientras que Belgrano permanecía en San Miguel de Tucumán con unos 3.000 hombres que formaban el Ejército del Norte.
El gobernador de la Intendencia de Salta del Tucumán y jefe de la vanguardia, coronel Güemes, envió al doctor Redhead para convencer a Belgrano de enviar a la retaguardia realista una división de las tres armas hacia el valle de Cinti, con el objeto de encabezar una rebelión con los restos de las republiquetas y apoderarse de Potosí y de Chuquisaca. En los planes de Güemes, el ejército realista, acorralado en Salta y Jujuy por las partidas gauchas, se vería obligado a retroceder y sería perseguido por una fuerte división del Ejército de Norte. Güemes esperaba que el coronel Juan Bautista Bustos encabezara la operación, pero Belgrano se inclinó por Aráoz de Lamadrid, a quien el gobernador salteño acusaba de ser la causa de la muerte de Vicente Camargo, en razón de sus acciones temerarias.

## Formación de la expedición

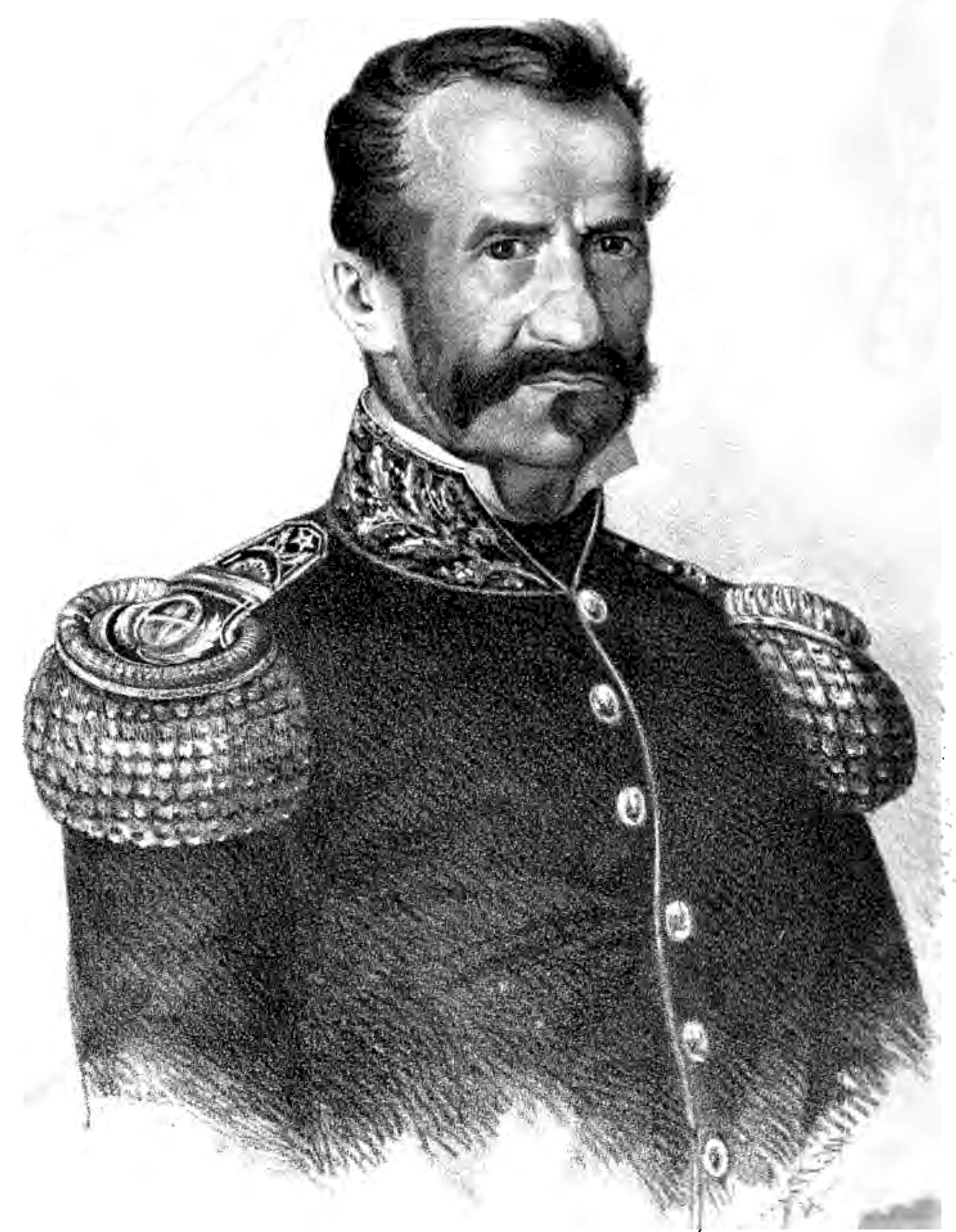
Gregorio Aráoz de Lamadrid.

El Escuadrón de Húsares de Tucumán fue creado por el director supremo Juan Martín de Pueyrredón en septiembre de 1816 con los voluntarios tucumanos reclutados por Aráoz de Lamadrid, a quien ascendió a teniente coronel y puso de comandante del cuerpo, luego de que éste le solicitara la baja del servicio si sus voluntarios eran incorporados a otro cuerpo, como lo habían sido los Húsares de la Muerte, que antes había creado en el Alto Perú. Contaba con un escuadrón de dos compañías con 173 plazas, que luego aumentó con prisioneros hechos en Santiago del Estero a cerca de 200 plazas. 
Expresó Lamadrid que Belgrano:

(...) propúsome una tarde en el mes de febrero, si me animaría yo á internarme hasta Oruro por el despoblado de Atacama, con solo mi cuerpo de húsares, y llevando á demas tres compañias de infanteria de 50 hombres cada una, con el objeto de sorprender las guarniciones que había dejado el general La-Serna en los pueblos de su retaguardia, conmover á los naturales del país contra el ejército español, y últimamente con el de llamar sobre mi á éste, como el único medio de dar tiempo á nuestros pueblos y ejército para poder aumentar este y proporcionarle los elementos necesarios para una nueva campaña.

Aráoz de Lamadrid aceptó la empresa respondiendo:

Estoy pronto mi general para marchar cuando V.E. lo ordene, y me asiste la esperanza de que llenaré los deseos de V.E. ó moriré con gloria combatiendo por la Independencia y libertad de mi patria.

Belgrano le ordenó que comenzara los preparativos mientras él reunía 400 caballos herrados y 600 mulas indispensables para la expedición, en la que irían además 2 cañones ligeros de calibre 4, que Aráoz de Lamadrid rechazó, pero Belgrano ordenó que los llevara. Fueron alistadas secretamente tres compañías de 50 hombres, además de los capitanes y oficiales, cada una pertenecientes respectivamente a los regimientos de infantería N° 2, 3 y 9 de guarnición en Tucumán. Completaban la división 50 milicianos de Dragones de Tucumán al mando del capitán José Carrasco con funciones no combatientes, tomados del cuerpo apodado los peladitos de Famaillá. La división llevaba 200 pesos fuertes para sus gastos. Aráoz de Lamadrid intercambió 12 soldados que se hallaban en otros cuerpos, que lo habían acompañado en la retirada de Culpina, por 36 reclutas de su cuerpo de húsares, por lo que éste se redujo a 150 plazas.

## Partida de la división y cambio de planes
Luego de partir de Lules y reunirse en la plaza de San Miguel de Tucumán, en donde Belgrano les entregó a cada soldado un poncho verde y los arengó, el 18 de marzo de 1817 partieron los más de 300 soldados y 50 milicianos con dos piezas de artillería, caballos y las mulas en número justo para las cargas, siendo la mayoría de estas últimas de las mismas que habían acompañado al ejército desde su retirada del Alto Perú luego de la batalla de Viluma (o de Sipe Sipe). 
Saliendo de San Miguel de Tucumán hasta Trancas, la división subió a los valles Calchaquíes llegando a los 8 días al valle de San Carlos, en donde desertaron dos infantes. Por la tarde llegó allí un oficial de milicias tucumanas conduciendo 74 caballos y ninguna mula, con una nota de Belgrano expresándole que eran los únicos que había podido reunir. Aráoz de Lamadrid creyó que la división perecería en el despoblado de Atacama, contestó que se proporcionaría los caballos en Tarija, y al día siguiente, desde San Carlos varió su ruta por el norte de Jujuy, viajando en dirección a las tierras del Marqués de Yavi, pasó por Casabindo, y sin ser visto por los realistas se dirigió a Tarija. 

Según las instrucciones que yo llevaba de mi general, yo debía marchar á Oruro, como dije atrás, por el despoblado, pero como no me alcanzaron en los valles de Calchaquí sino setenta y tantos caballos herrados, que fueron los únicos que pudo mandarme, y no llevaba yo mas mulas que las montadas y unas pocas sueltas, y eran estas de las que nos habían servido en la retirada de Sipe-Sipe, juzgué que iba á perecer inútilmente en el despoblado con toda mi división sin llenar los deseos de mi general. Fue por esta razón porque varié mi rumbo a Tarija donde me seria fácil proveerme de las cabalgaduras necesarias.
Aráoz de Lamadrid en sus Observaciones a las Memorias Póstumas del General Paz.

Al atravesar el camino de postas que unía Tupiza con la quebrada de Humahuaca, el 8 de abril una partida al mando del capitán Mariano García se dirigió desde Colpayo a sorprender en Cangrejillos a una guardia realista que se hallaba en uno de los puestos del marqués de Yavi, apresando a 6 hombres y dando muerte a un teniente y 6 soldados, sufriendo la muerte del teniente de húsares Cayetano Mendoza. Fueron apresados también los 2 o 3 encargados de la posta de Cangrejillos para que no dieran aviso de su pasaje. Este prematuro ataque alarmó al ejército realista, que tomó precauciones. La división logró pasar por las cercanías de Yavi sin ser percibida.
Al llegar a Tarija la división llevaba un centenar de prisioneros de las poblaciones que encontró a su paso, a fin de que no los delataran, los que fueron liberados en esa villa y obsequiados con presentes. Como Aráoz de Lamadrid había enviado desde San Carlos un mensaje a Belgrano expresándole los motivos del cambio de ruta, al acercarse a Tarija recibió la respuesta en términos de amarga queja por el cambio de planes. Aráoz de Lamadrid respondió con una carta reprochándole no haber recibido las cabalgaduras necesarias para atravesar el desierto y reclamándole la libertad de acción en vistas de la lejanía en que se hallaba Belgrano.

## Desvío y recuperación de Tarija
Lamadrid antes de partir a la Puna y partir al Alto Perú, decidió detenerse en Salta, estaba informado de que en la Republiqueta de Tarija estaba de gobernador, Francisco "Pancho" Pérez de Uriondo, mandó a sus emisarios para hacer conocer la necesidad de auxilio y subsidios de monturas, caballos, entre otras cosas, Aráoz llega en la tarde del 14 de abril, luego de recorrer una alta cuesta áspera de aproximadamente 2800 m s. n. m. y bajar 1800 m s. n. m. que era la altura del valle de Tarija, por el cansancio de los de las tropas y de los caballos y al enterarse de que Uriondo no era gobernador, evita la tropa de vanguardia organizada por José de la Serna, siendo la tropa mayor comandada por el gobernador posesionado por La Serna, Mateo Ramírez en la Villa de Tarija con su cuartel general en el cabildo capitular; y 140 jinetes y algo de artillería al mando de los subcomandantes Andrés de Santa Cruz y Calahumana y Malacabeza ubicados en Concepción . Lamadrid al mando de 400 hombres y 2 cañones ingresa por la Abra del Gallinazo, izquierda sin ser notado por la división Andrés de Santa Cruz y; se presenta ante Uriondo y los gauchos montoneros tarijeños entre las 15:00 y 16:00 de la tarde donde fue informado de lo sucedido y acontecido, Lamadrid organiza a los gauchos para empezar su movimiento, Ramírez al enterarse pensó que eran gauchos comandados por Uriondo (quien había partido con sus fuerzas desde San Ramón de la Nueva Orán hacia Tarija), aproximadamente a las 18:00 decidió enfrentarlos en manera de desdén, por lo que Ramírez ordenó la salida de los granaderos del Cuzco (recientemente incorporados al Batallón de Gerona) para atacarlas, expresando: "Vamos a desparpajar a esos gauchos". Luego de cruzar el río Guadalquivir, observó el despliegue y se dio cuenta de que no eran fuerzas irregulares, ante los primeros disparos ordenó el repliegue y se encerró en la villa protegida por las trincheras ordenada a construir recientemente por De la Serna. Lamadrid ocupó el morro de San Juan, en donde emplazó sus 2 cañones y comenzó sus disparos hacia los realistas de la plaza y luego intimó la rendición de Ramírez, que fue rechazada.
Los montoneros y gauchos tarijeños de Pérez de Uriondo, entre ellos los comandados por Uriondo y por José María Avilés, aportaron un millar de hombres y colaboraron en el sitio de Tarija, rodeándola por orden de Aráoz de Lamadrid, a fin de capturar a los mensajeros despachados con pedidos de ayuda hacia las divisiones ubicadas en el valle de Concepción y en Cinti (la actual Camargo), mandada esta última por el presidente de la Real Audiencia de Charcas, el brigadier de Marina José Pascual de Vivero Salaverria. Se especula que Méndez se adelantó con 100 jinetes armados a recibir a Aráoz de Lamadrid en la Cuesta de Tolomosa. Santa Cruz, quien se hallaba casualmente en la Villa de Tarija y que había dejado a Malacabeza comandando la división realista, Santa Cruz intentó ayudar a Ramírez para ir en busca de su división, pero no lo logró y fue apresado por los gauchos tarijeños comandados por Uriondo. 
Al escuchar los cañonazos, las fuerzas realistas acantonadas en el valle de Concepción se dirigieron hacia Tarija, entrando Tolomosa y dirigiéndose al Campo de La Tablada ("perteneciente al curato o capitulación de la Villa de San Bernardo de Tarija, al igual que en la Batalla del 
Tucumán en el Campo Las Carreras") en las primeras horas del 15 de abril de 1817 al mando del oficial y subcomandante Malacabeza. Aráoz de Lamadrid había salido a reconocerlas con solo 32 húsares, 12 infantes y 4 dragones, la tropa de Lamadrid para el combate en Al Tablada, estaba conformada por 46 hombres: el coronel Gregorio Aráoz de Lamadrid, el capitán Lorenzo Lugones (que viajaba como aventurero en la expedición), el coronel Melchor Daza, el ayudante Manuel Cainzo, el teniente Victorio Llorenti, el sargento Manuel Rico, el sargento mayor Antonio Giles, el capitán Mariano García, los oficiales José Martín Ferreira y  Francisco Pombo de Otero. Al encontrarse de pronto con las fuerzas realistas, envió a Llorenti en busca de la 1ª compañía de húsares al mando del capitán Mariano García y cargó sable en mano obteniendo la victoria del Combate de La Tablada, en la que murieron 65 realistas, incluso 2 oficiales, quedando prisioneros otros 40, con solo un muerto patriota y un portaestandarte y 3 soldados heridos.
Aráoz de Lamadrid retornó a Tarija y volvió a intimar la rendición al sitiado Mateo Ramírez, quien luego de rechazarla, la aceptó ante la amenaza de ser todos degollados y por temor al ataque desordenado de un millar de gauchos, y a pesar de contar con fuerzas superiores, salió él mismo a parlamentar con Aráoz de Lamadrid solicitando que no se saquearan sus pertenencias y que se le concediesen los honores de la guerra. Lamadrid para la recepción de armas ordenó que las tropas realistas sean trasladadas al Campo de Las Carreras, sureste de la Villa (hoy barrio La Pampa), el sargento mayor de artillería Antonio Giles acompañó en marcha a Mateo Ramírez al Campo de Las Carreras a presentarse al frente de su línea con 300 hombres formado una columna, para que nuevamente el comandante de guarnición Cnel. Mateo Ramírez y el subcomandante Andrés de Santa Cruz y toda su división compuesta por 300 soldados, 3 tenientes coroneles, 1 graduado, 3 capitanes, 2 ayudantes mayores, 4 tenientes y 8 subteniente rindieron sus armas ante el Cnel. Gregorio Aráoz de Lamadrid y el Cnel. Francisco Pérez de Uriondo.
Dejando al Ejército del Norte más de 300 prisioneros, 400 fusiles, 10 pares de pistolas, 20 sables, 47 lanzas, 5 cajas de guerra, abundantes municiones, útiles de maestranza, víveres, e incorporándose 60 tarijeños voluntarios al ejército y 130 prisioneros cuzqueños. Posteriormente fueron encontrados otros 50 fusiles. El costo total del ataque a Tarija fue de 2 muertos y entre 5 y 7 heridos.
Lamadrid envió un mensaje a Belgrano comunicándole la victoria y avisándole que enviaría los prisioneros por la ruta del Chaco salteño escoltados por una compañía de 50 milicianos de Tucumán al mando del capitán Carrasco que había llevado con la división, lo que ocurrió dos días después. Belgrano le respondió:

Tiene Vd. sobrada razón para decir que un general no puede dar instrucciones tan terminantes á tan larga distancia de los mil acontecimientos que pueden sobrevenir, y desde este mismo momento está V. facultado con todo mi poder para obrar como mejor le pareciese.

Le remitió además Belgrano los despachos de coronel graduado con la fecha del día de la batalla (que recibió en Chuquisaca), quedando el escuadrón de húsares de Tucumán elevado a regimiento de dos escuadrones.
El mismo día de la batalla, De la Serna tomaba la ciudad de Salta, pero el 5 de mayo la evacuó rumbo a San Salvador de Jujuy, ciudad que abandonó el 21 de mayo acosado por las milicias gauchas que impedían su avance por la quebrada de Humahuaca. Luego de detenerse en Tilcara, el ejército realista retornó a Tupiza diezmado por los ataques guerrilleros y por la falta de víveres, conociendo desde el 2 de mayo la invasión de José de San Martín a Chile. La retaguardia realista al mando de Olañeta finalizó la evacuación llegando a Mojo el 10 de julio. En los primeros días de mayo el general Vivero, presidente de la Real Audiencia de Charcas, se retiró con la división que comandaba en Cinti hacia Chuquisaca.

## Avance al Alto Perú
Aráoz de Lamadrid permaneció en Tarija hasta el 5 de mayo de 1817, restituyó como gobernador a Francisco Pérez de Uriondo y marchó rumbo al Alto Perú, cambió su ruta de ir a Oruro y se dirigió Chuquisaca aumentando sus compañías de infantería con prisioneros voluntarios, entre 50 y 60 granaderos del Cuzco que aceptaron unírsele. Los húsares fueron aumentados con un segundo escuadrón formado por unos 60 tarijeños voluntarios y unos pocos prisioneros que antes habían pertenecido al Ejército del Norte, y con algunos soldados de las dos compañías del 1° escuadrón, totalizando la división un aumento de 140 hombres. 
El ataque de la guardia de Cangrejillos hizo que el ejército realista reforzara sus posiciones en Cotagaita y en Potosí, esperando que un ataque se dirigiera hacia esas plazas. El gobernador de Potosí, Mariano Ricafort, marchó desde Potosí a Tupiza con parte del Batallón de Granaderos de Reserva y piquetes sueltos de varios cuerpos. Para proteger Potosí en espera de averiguar el rumbo de la fuerza que atacó en Cangrejillos, Ricafort ordenó que el coronel Francisco de Ostria saliera de Cotagaita con un cuerpo de caballería y un batallón hacia Potosí, debiendo incorporar en Cayatambo a los 120 Dragones de La Laguna que debían partir de Tacaquira. Diego O'Reilly con el Batallón de Verdes y parte del de Chichas y una compañía de caballería, como parte de las fuerzas movilizadas durante la invasión a Jujuy y Salta había llegado hasta Santa Elena, paraje ubicado entre Tarija y Potosí, y cuando el teniente coronel Aráoz de Lamadrid marchó hacia el norte lo buscó varios días, sin lograr alcanzarlo, ocupando sucesivamente las alturas entre Cinti y Puna. En Cinti quedó José Melchor Lavín con una columna volante. Para distraer la atención de ambas divisiones realistas, Aráoz de Lamadrid ordenó que las guerrillas de Cinti se adelantases y destacó al guerrillero Raya con su montonera hacia Tupiza, quien fue derrotado al intentar temerarios ataques contra las avanzadas de las fuerzas de Ricafort, quedando prisionero y herido. Esta división realista recibió en Mojo la incorporación de la columna del teniente coronel García del Barrio, procedente de Jujuy. Otra fuerza guerrillera fue destacada hacia Cinti, en donde O'Reilly creía, e informó que lo tenía a la vista, que se trataba de Aráoz de Lamadrid, quien se hallaba ya sobre Chuquisaca.
Apenas con 400 hombres, avanzó en dirección a Potosí por las márgenes del río Pilaya y los llanos de Culpina, pero con idea de atacar Chuquisaca, en donde sabía que el ejército español tenía 90.000 pesos. En el valle de Cinti se detuvo unos pocos días para armar y organizar a las montoneras locales en el cuerpo de los Patriotas de Cinti, poniéndolo al mando del mayor Agustín Ravelo. Esta fuerza, acompañada de 100 infantes que acompañaban a Ravelo, se dirigió hacia La Laguna en busca de unirse a los restos de la Republiqueta de La Laguna que habían sobrevivido a la muerte de Manuel Ascensio Padilla, capitaneados por el comandante Esteban Fernández. El grupo de partidarios de Cinti comandado por el teniente coronel José Antonio Asebey fue incorporado a la división en los valles de Cinti.

## Ataque a Chuquisaca
Al acercarse Aráoz de Lamadrid a Potosí desertaron dos soldados ex prisioneros, lo que contribuyó a la intención de alarmar a la guarnición de Potosí haciéndoles creer que serían el blanco del ataque, mientras continuaban rápidamente hacia Chuquisaca durante la noche del 16 de mayo. A lo largo del camino y en torno a ambas ciudades Aráoz de Lamadrid nombró a diversos comandantes de guerrillas indígenas locales (republiquetas) para que interceptaran las comunicaciones impidiendo que se dieran noticias de sus movimientos.  
El 20 de mayo, cuando la división abandonaba la quebrada de Totacoa del río Pilcomayo para inicial la subida de la cuesta de Cachimayo, cerca de Yotala, se encontró con el escuadrón realista de La Laguna al mando del comandante Eugenio López (otras fuentes lo llaman coronel Francisco López), que descendía por la cuesta en busca de la fuerza del coronel Ostria. Aráoz de Lamadrid logró engañarlos haciéndoles creer que eran los 400 soldados que el gobernador de Potosí debía enviar a Chuquisaca al mando del coronel Ostria, lo cual sabía por comunicaciones interceptadas, logrando capturar a todo el escuadrón sin disparar una bala, compuesto por un teniente coronel, otros 4 oficiales y 50 soldados de caballería armados con fusil y sable. López había bajado la cuesta con algunos ayudantes confundiendo a Aráoz de Lamadrid con Ostria, mientras las fuerzas patriotas daban vivas al rey, una vez apresado, se le ordenó continuar el engaño y hacer bajar a todo el escuadrón, que fue rodeado y capturado.
La guarnición de Chuquisaca estaba reducida a una compañía del Batallón Centro, al mando del capitán José Rufo, con 6 cañones servidos por 20 artilleros, y 4 compañías de vecinos que debían tomar las armas en caso de ataque (al toque de generala si el ataque era de día, y al disparo de un cañón si era de noche).

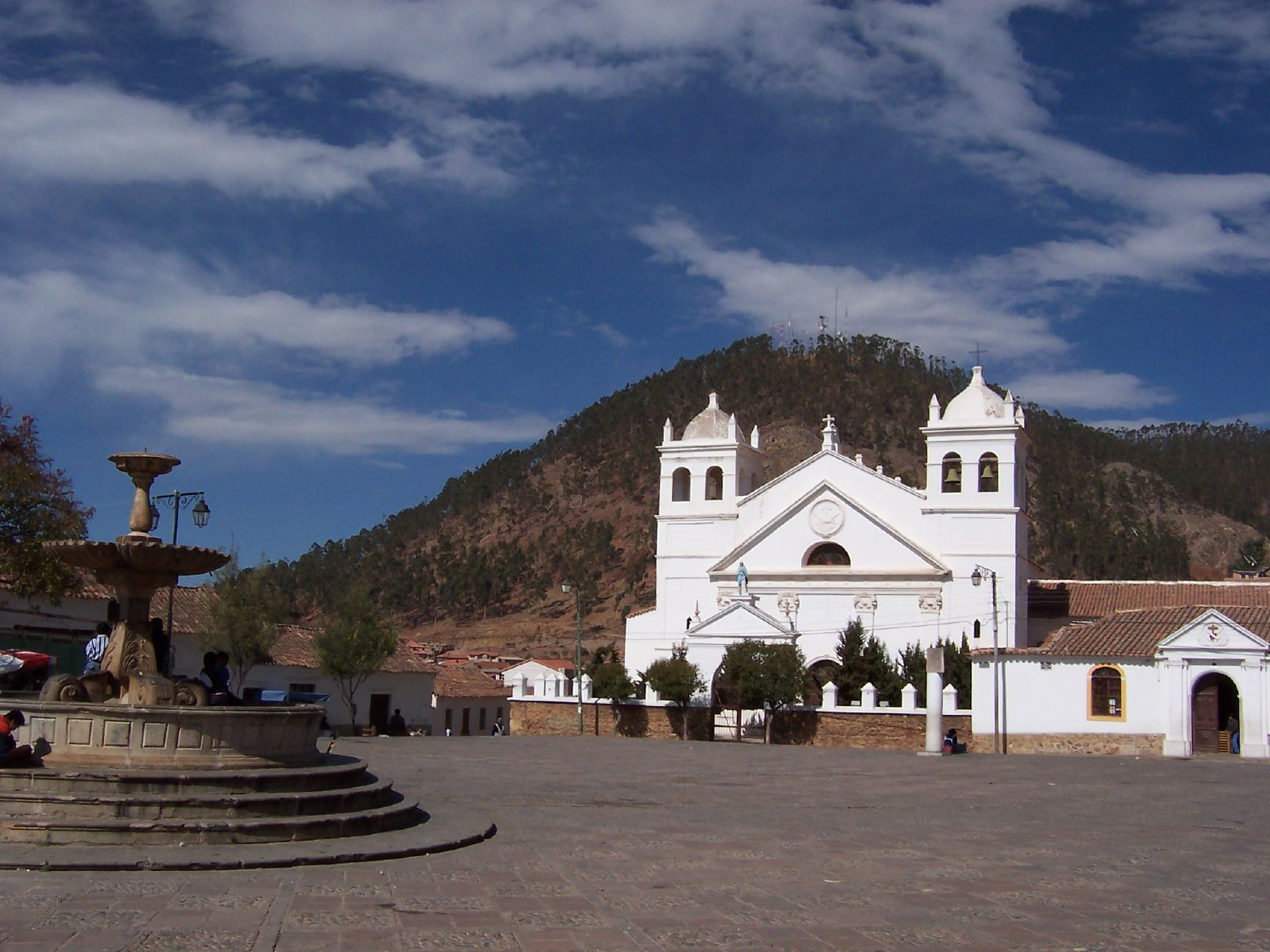
Iglesia del Monasterio de la Recoleta en Sucre.

Unos 400 indígenas se reunieron a la división. Para rodear la ciudad, fueron distribuidas 12 partidas lideradas por un cabo y dos soldados de las distintas unidades, con 10 indígenas en cada una, con orden de detener a todo quien quisiera entrar o salir de Chuquisaca, mientras que algunos chuquisaqueños que iban en la división entraron para conocer detalles de la defensa. Luego de desechar la posibilidad de entrar a Chuquisaca llevando a López para engañar y sorprender a las guardias, y así apoderarse de los 1.300 fusiles que se hallaban en el cuartel, del parque que estaba en la Universidad de Charcas y de los jefes, Aráoz de Lamadrid entró por sorpresa a la medianoche del 21 de mayo hasta la plazuela del Monasterio de la Recoleta (punto alto en los suburbios, que dominaba la ciudad) llevando las dos piezas de artillería, la 2° compañía del 2° escuadrón de 60 húsares tarijeños, la guardia de prevención de 12 húsares (escolta) y todo el escuadrón prisionero, sin ser detectados. Mientras las 3 compañías de infantería y el resto de los húsares tomaban posiciones cerca de las trincheras. Aráoz de Lamadrid atacó una guardia de 12 hombres situada frente a la casa de la Presidencia de Charcas disparando un cañonazo y luego otro como señal para que las demás fuerzas avanzaran hasta puntos determinados más cerca de las trincheras, pero era la misma señal que estaba convenida para que las compañías de vecinos salieran en armas hacia la plaza, pensando que era un ataque del caudillo indígena de republiqueta llamado Venancio, de quien se esperaba que intentara saquear Chuquisaca. Vivero ordenó al coronel Manuel del Valle que se hiciera cargo de la defensa y dispuso la salida de los enfermos del hospital que pudieran tomar las armas.
Aráoz de Lamadrid intimó por dos veces rendición al presidente Vivero, quien la rechazó pese a la amenaza de ser pasada a cuchillo toda la guarnición, por lo que puso a su segundo, el mayor de artillería y jefe de Estado Mayor Antonio Giles, al frente de la compañía del Regimiento N° 2 comandada por el capitán José Calé, con un cañón para atacar por el flanco derecho, mientras que la compañía del Regimiento N.° 3 al mando del capitán Francisco Pombo de Otero debía hacerlo por el izquierdo con el otro cañón. Extinguido el último plazo para rendición, fue dada la orden de avance de todas las divisiones hacia la plaza sin hacer disparos hasta ocupar las trincheras. Aráoz de Lamadrid avanzó, seguido de su escolta de 12 húsares montados, desde La Recoleta con los 60 tarijeños a pie divididos en dos secciones al mando del capitán Mariano Mendieta, quien comandaba la compañía, y del capitán de húsares de la 1° compañía a cargo de la guardia, Mariano García, respectivamente. El ataque se debía realizar en 8 fracciones en todas direcciones convergiendo por las 8 calles que desembocan en la plaza. 
Los atacantes fueron recibidos con metralla y balas rasas disparadas por dos cañones ubicados en las trincheras (parapetos construidos para rechazar ataques indígenas), mientras desde los techos de las casas les arrojaban piedras, tejas y agua hirviente. Al romperse el cañón, Giles lo abandonó, detuvo su marcha y salió del combate con su compañía, lo que permitió que los defensores se concentraran en atacar a Aráoz de Lamadrid, quien superado debió retornar a La Recoleta con el cañón que abandonó Giles, junto con más de 20 heridos y dejando 11 muertos. El capitán Manuel Segovia, con la compañía del Regimiento N° 9, abandonó el punto que se le había señalado para intentar reforzar a Otero, pero éste ya había retrocedido, logrando Segovia recuperar el cañón abandonado. El mayor Manuel Toro, chuquisaqueño que comandaba el resto de los húsares, tampoco realizó la carga prevista. Las fuerzas realistas tuvieron 22 muertos en el ataque, la mayoría al intentar tomar un cañón.
Desde lo alto de La Recoleta Aráoz de Lamadrid pensó en sitiar la ciudad, pues creía que la población, al darse cuenta de que el ataque no era de Venancio, se le pasaría. Pero se hallaba en peligro de que llegaran los soldados que debían enviarse de Potosí y las fuerzas que el coronel José Santos La Hera tenía en el fuerte de Tarabuco, unos 400 infantes del Batallón Centro con algunos soldados de caballería y uno o dos cañones. El 5 de marzo de 1817 el comandante Esteban Fernández había logrado tomar la Villa de la Laguna (actual Padilla), por lo que Aráoz de Lamadrid consideró más prudente esperar que se le reuniera con los restos de la Republiqueta de La Laguna. Los defensores de Chuquisaca enviaron inmediatamente avisos a Ricafort y a O'Reylli.

## Ataque a Tarabuco
Aráoz de Lamadrid optó por atacar a La Hera en Tarabuco antes de que éste se reuniera con otras fuerzas, por lo que marchó hacia ese fuerte, llegando a Yamparáez a la mañana siguiente, y permaneciendo allí hasta la puesta del sol. Los vigías avanzados de Tarabuco observaron desde las alturas del abra de las Carretas la llegada a Yamparáez de las fuerzas expedicionarias, pensando que se trataba del caudillo Venancio, y planearon sorprenderlo durante la noche. Aráoz de Lamadrid envió en vanguardia a una partida de 8 o 12 húsares al mando del teniente Carlos González y 20 indígenas baqueanos para ocupar los caminos en prevención de que llegaran mensajeros desde Chuquisaca, pero al apartarse del camino para hacer fuego fue sorprendida de noche por 150 infantes realistas (50 montados) comandados por el ayudante Felipe Rivero, logrando la partida ponerse a salvo arrojándose desde un barranco al verse rodeada. 
El 22 de mayo se produjo el Combate de Yamparáez cuando la división avanzó sin saber que la fuerza de descubierta al mando de González había sido dispersada y no podía dar aviso de la proximidad de las fuerzas de Rivero. En vanguardia iban unos 300 indígenas comandados por el capitán Venancio, quien se le había reunido en Yamparáez, seguido por el mayor Toro con 50 húsares y luego Aráoz de Lamadrid con las 3 compañías de infantería, los cañones y las cargas. En la retaguardia iban más húsares y algunos milicianos tucumanos al mando de Carrasco que se le habían reincorporado luego de entregar a los prisioneros tomados en Tarija. Las fuerzas realistas comandadas por Felipe Rivero efectuaron una descarga sobre los indígenas de Venancio, quienes retrocedieron en desbandada desordenando a los húsares en el camino. Luego de una refriega en la oscuridad, las fuerzas expedicionarias entraron en confusión debido a la similitud de los uniformes realistas con los de los ex prisioneros unidos a la expedición en Tarija, que no habían cambiado de uniforme, pero, a pesar de que la mayor parte de la división retrocedió, Aráoz de Lamadrid con los húsares comandados por Toro y milicianos tucumanos, logró poner en fuga a los realistas y perseguirlos un trecho antes de retroceder por peligro a quedar aislados debido a un movimiento envolvente del resto de la guarnición del fuerte de Tarabuco. 
La mitad de la fuerza expedicionaria se dispersó, dejando en el campo la mayor parte de las cargas y los cañones, debido a que las mulas que los llevaban se dispersaron. Las fuerzas patriotas descendieron la cuesta de las Carretas y comenzaron a reagruparse. Durante la misma noche, para recuperar las cargas y los cañones fue enviado el capitán García con 50 voluntarios, mientras Aráoz de Lamadrid despachaba órdenes a los comandantes indígenas para que interceptaran a los soldados desbandados que retrocedieran. Poco después, al toque de diana se le reunieron casi todos los dispersos, menos 12 soldados y el sargento de húsares Martín Bustos. A la mañana siguiente regresó García con los cañones y las cargas, junto con más de 30 fusiles que encontró en el campo de batalla, en donde halló muertos al capitán Colé (del regimiento N° 2) y 10 soldados, junto con 21 realistas. Un cadete prisionero que había logrado escapar durante el ataque, junto con un espía enviado desde Chuquisaca, fueron capturados por los comandantes indígenas y entregados a Aráoz de Lamadrid, quien los hizo fusilar. 
Durante la mañana siguiente, la división volvió a avanzar sobre Tarabuco subiendo la cuesta en busca de las fuerzas realistas que se retiraban hacia el fuerte, logrando una partida de húsares de avanzada al mando del alférez de húsares Santiago Rufino Albarracín capturar dos cargas de municiones (una de fusil y otra de cañón), junto con 2 cornetas de plata, 10 soldados y 20 mujeres. Al llegar al fuerte, o reducto de Tarabuco, lo encontró abandonado junto con algunas ovejas, llamas y unas pocas vacas. Desde allí envió por los 5 heridos del ataque a Chuquisaca que se habían quedado en Yamparáez y al día siguiente los indígenas le entregaron al sargento y a 11 soldados que habían huido en retirada durante del combate, a quienes Aráoz de Lamadrid castigó haciéndolos vestir de mujer y exponiéndolos a la silbatina de la división formada.
Chuquisaca recibió refuerzos, ya que La Hera y el coronel Francisco Maruri se trasladaron desde Tarabuco por otro camino, llegando el día 23, y el brigadier O'Reylli llegó el 25 desde Puna con 800 infantes, totalizando entre 1.700 y 1.800 soldados en la plaza. Ricafort, quien estaba al mando de las fuerzas en el Alto Perú en ausencia de De la Serna y de Miguel Tacón (quien viajó a Lima), se había reunido con O'Reylli en Puna conviniendo en que este último tomaría el mando de las operaciones contra Aráoz de Lamadrid, reforzado con la mayor parte de la división de García del Barrio y algunos granaderos de Reserva.

## Sorpresa de Sopachuy
Luego de permanecer unos días en Tarabuco, en donde se le incorporaron los grupos comandados por Fernández y por Ravelo, la división retornó a Chuquisaca y le puso sitio, sin que los defensores los atacaran en espera de los refuerzos de Potosí. Pocos días después, cuando Aráoz de Lamadrid supo de la salida de las fuerzas de Potosí, levantó el sitio y se dirigió a su encuentro durante la noche, mientras ordenaba a los indígenas (comandados por Venancio, a quien Aráoz de Lamadrid puso al frente de todos) que se mantuvieron ocultos y reunidos en las alturas del oeste de la quebrada del río Pilcomayo, reuniendo él sus fuerzas en las alturas del este. Dos prisioneros que lograron escapar dieron aviso de la partida de la división y O'Reylli salió de la ciudad con 1000 hombres a perseguirla esa misma noche.
A la mañana siguiente, cuando las fuerzas realistas de Chuquisaca ingresaban en la quebrada del Pilcomayo en Cachimayo, en donde Aráoz de Lamadrid pensaba emboscarlas, el disparo de un par de tiros denunció su presencia y los realistas retrocedieron ascendiendo a las alturas del este, por lo que Aráoz de Lamadrid ordenó la retirada de la infantería, con los cañones y las cargas hacia Tarabuco. Lamadrid se quedó a cubrir la retirada con los 50 húsares que se hallaban mejor montados, enviando a Tarabuco al resto al mando Giles. La vanguardia realista estaba compuesta por 300 soldados de caballería. Aráoz de Lamadrid logró retrasarlos haciéndoles frente en varias oportunidades sin que se produjeran más que algunos tiroteos. Al amanecer llegó a Tarabuco, de donde recogió los 5 heridos del ataque a Chuquisaca y dispuso la retirada inmediata hacia Tarija por la escasez de cabalgaduras y la superioridad numérica de los perseguidores, pensando además que De la Serna podría haber destacado en su búsqueda parte de las fuerzas que se hallaban en Salta. 
Para prevenir que las fuerzas realistas lo esperaran en Sopachuy avanzando por un camino más corto, Aráoz de Lamadrid hizo marchar a su tropas por 3 o 4 días sin detenerse más que unas horas para comer unas ovejas, alcanzando Sopachuy el 11 de junio sin ser perseguido. Debido a que la guardia avanzada se dispersó, el 12 de junio la división fue sorprendida por La Hera y su segundo Baldomero Espartero con el Batallón Centro, siendo derrotada casi sin combatir en el combate de Sopachuy al abandonar el campo y dispersarse Giles con soldados a su mando, permaneciendo Aráoz de Lamadrid con unos 90 soldados con lo que hizo frente a unos 200 infantes antes de escapar. Casi sin municiones, Aráoz de Lamadrid abandonó sus dos cañones, perdió algunos infantes de su guardia avanzada que quedaron prisioneros, junto con el capellán Serna, el sargento Bracamonte y una bandera, y puso rumbo a Tarija vía Pomabamba (actual Villa Azurduy), sin ser perseguido por mucho tiempo por los realistas del Batallón de Potosí que no tenían caballada. El escuadrón realista que Aráoz de Lamadrid llevaba prisionero fue rescatado por las tropas de La Hera. O'Reylli retornó con sus fuerzas a Chuquisaca, llevando los 2 cañones capturados y una bandera que hizo colgar de una horca por 24 horas. Dejó en Chuquisaca al Batallón Centro y retornó al cuartel general de Tupiza.
Recibió luego la división la reunión de la mayoría de sus oficiales y 50 soldados, mientras Giles retrocedía en desorden con los demás. Los comandantes indígenas se dispersaron también, Ravelo se separó de Aráoz de Lamadrid para intentar un nuevo alzamiento en la región de Cinti, que no logró extender hacia otras áreas y volvió a reunirse con Aráoz de Lamadrid en Tarija como segundo en reemplazo del arrestado Giles, y Asebey escapó con los indígenas de su republiqueta. Luego de acampar, se reanudó la marcha a la madrugada, continuando todo el día hasta alcanzar Pomabamba a la medianoche del 16 de junio. Allí se tuvieron noticias del paso de Giles y parte de la división en la noche anterior, por lo que Aráoz de Lamadrid despachó una partida en su búsqueda y marchó durante el día.

## Retorno a Tarija
Al día siguiente se supo que De la Serna había arribado a Cinti con una división, por lo que no había más opción que dirigirse al Gran Chaco o avanzar sobre él con los 200 hombres que hasta entonces había reunido, optando por esto último y dirigiéndose a Culpina, cerca de Cinti. En Culpina Aráoz de Lamadrid envió partidas a recoger animales de carga y cabalgadura, y dos divisiones de observación sobre Cinti, mientras De la Serna lo esperaba en su posición y enviaba al brigadier Ricafort desde Tupiza con 2800 hombres: dos batallones del Regimiento Imperial Alejandro, el Escuadrón de Cazadores y dos piezas de artillería, a cortarle el camino a Tarija en un punto de paso obligado en la cuesta del Obispo. De la Serna nombró a Ricafort como gobernador de Tarija y el Bermejo; a O'Reylli le confirió el nombramiento de gobernador de La Laguna y Cinti; y al coronel Francisco Javier Aguilera el de gobernador de Santa Cruz de la Sierra y Cochabamba.
Giles fue apresado en La Loma, a 60 leguas de Sopachuy, desde donde marchó preso con Otero, Asebey y 4 oficiales más, y los soldados que lo acompañaban fueron reunidos a la división. Estos oficiales fueron remitidos a Tucumán, juzgados por cobardía en consejo de guerra de oficiales y absueltos.
Aráoz de Lamadrid engañó a De la Serna, quien lo creyó en posiciones a su frente, y avanzó de noche, por lo que a la mañana siguiente el general en jefe del ejército español se apresuró a avisar a Ricafort para que apurara la marcha. La división avanzó hasta muy cerca de la posición de Ricafort y lo sorteó por un sendero desconocido por los realistas, logrando continuar hacia Tarija perseguido de cerca, haciéndoles frente en varias ocasiones con 50 húsares para ganar tiempo, pero sin combatir. 
La división alcanzó Tarija el 7 de julio y siguió pocas horas después hacia el valle de Concepción, situándose en Padcaya, mientras la división de Pérez de Uriondo se situó en Santa Ana. Aráoz de Lamadrid pidió ayuda al teniente coronel Juan Antonio Rojas que se hallaba con una división gaucha en Yavi, quien avanzó hasta Camacho. El 11 de julio de 1817 Ricafort entró en Tarija cometiendo una serie de actos de venganza contra la población, mandando incendiar el Cabildo y el Archivo Capitular y marchando también sobre las Salinas. Méndez y sus fuerzas gauchas se situaron en San Lorenzo.
El 14 de julio se produjo el tiroteo de Padcaya, cuando una división realista de 800 hombres al mando de Antonio Vigil avanzó sobre Padcaya tiroteándose con las fuerzas del capitán Mendieta, que intentaban ubicarse en el valle de Concepción, y luego con Aráoz de Lamadrid, Ravelo y 40 hombres montados. El enfrentamiento culminó con la muerte del soldado de húsares Colet y el retiro de la división patriota hasta Los Toldos (al este de Santa Victoria Oeste, Salta), con la deserción de 14 reclutas tarijeños. La división realista permaneció en Padcaya, con avanzada en las Orozas, hasta el 17 de abril, retornando a Tarija al saber de la llegada de Rojas a Camacho y de la incursión de Méndez sobre Tarija. Ese ataque a la villa dio como resultado la muerte de un oficial y 7 soldados, y la captura de otros 11. El 20 de julio Padcaya fue reocupada por el teniente Ferreira y 16 hombres, llegando también Aráoz de Lamadrid y el capitán de gauchos Matías Guerrero el día 23. Aráoz de Lamadrid ordenó también la reunión de la división de Rojas y de Bonifacio Ruiz de los Llanos que había avanzado hasta Mecoya. Aráoz de Lamadrid y los comandantes locales se pusieron sitio a los realistas en Tarija.
En Los Toldos fue levantado un campamento, construyéndose galpones y ranchos, llegando allí vía Iruya el capitán Navia junto un oficial de artillería con cargas de municiones y el médico Juan Houghom, enviado por Belgrano desde Tucumán, logrando curar a los más de 20 heridos. Belgrano envió también a Juan Bautista Bustos con el Batallón N° 2, pero Güemes lo hostilizó fuertemente y debió regresar a mitad de camino. Güemes se hallaba irritado con Aráoz de Lamadrid, quien pretendía comandar las fuerzas gauchas de Tarija, territorio dependiente del gobierno de Salta, por lo que había ordenado a Uriondo que lo expulsara del frente de Tarija. 
De la Serna se situó en Santiago de Cotagaita con el cuartel general, dejando 300 hombres en Cinti y otra fuerza en La Laguna, mientras Guillermo Marquiegui se hallaba en Livilivi con 500 milicianos chicheños (100 de los cuales formaban su escuadrón), y envió a Olañeta con 1.500 hombres desde Moraya hacia Baritú a cerrar el paso a Aráoz de Lamadrid, quien con 14 hombres se dirigió a Tarija para reunir las partidas sitiadoras y dirigirse a San Ramón de la Nueva Orán. Con engaños Aráoz de Lamadrid hizo pensar a Ricafort que atacaba la villa junto a las fuerzas de Bustos, por lo que Ricafort pidió ayuda a Olañeta, quien cambió su rumbo y se dirigió a Tarija. Aráoz de Lamadrid reunió sus fuerzas y durante la noche retrogradó. Olañeta descubrió el engaño a la mañana siguiente y salió en persecución, pero la división pasó por Baritú dos horas antes de que Olañeta llegara al lugar en la noche siguiente.
Los líderes de la Republiqueta de Tarija fueron derrotados uno tras otro: Rojas el 21 de julio en Mojo por el Batallón de Partidarios, quedando prisioneros un capitán, 2 tenientes y 6 soldados; Uriondo y Avilés en Chocloca el 2 de agosto; Garay murió el 5 de agosto en San Agustín; Guerrero fue apresado en diciembre en la Cuesta del Inca por el capitán Baca. Fernández y Ravelo se dirigieron a Santa Elena, desde donde apoyaron una nueva insurrección en Cinti.

## Retorno a Tucumán
Con órdenes de Belgrano para regresar a Tucumán, en Orán la división se recompuso durante unos 25 días, vigilada por los comandantes de Güemes, que impedían que obtuvieran cabalgaduras. Al aproximarse Olañeta la división partió por los caminos del Chaco, recibiendo solo algunas reses flacas proporcionadas por orden de Güemes para evitar que tomaran ganado de los campos del camino. Al pasar el río Tala, en el límite de Salta y Tucumán, los esperaban caballos para continuar hacia San Miguel de Tucumán, a donde arribaron entre el 23 y el 24 de diciembre. De las fuerzas salidas de esa ciudad no regresaron 28 o 30 soldados que murieron en la campaña y 8 o 10 prisioneros tomados en Sopachuy. Aráoz de Lamadrid fue ascendido a coronel efectivo.

## Balance de la expedición hecho por Aráoz de Lamadrid
(...) la expedición que yo hice en marzo del año 17 por orden del Sr. General Belgrano hasta Chuquisaca, internándome con solo 300 hombres por el flanco izquierdo del ejército español, y sin ser sentido por él, hasta dicha capital de Charcas. Ni los mismos españoles dejaron de conocer y admirar el arrojo y perspicacia con que burlando la vigilancia de tan hábiles generales pude internarme no solo á más de 200 leguas a retaguardia de su ejército, ó cerca de ellas, sino que obligué a todo él á retroceder sobre mí dividido en tres fuertes divisiones; y pude al fin después de tres meses de campaña la mas penosa volver á reunirme á mi ejército con 46 hombres mas de lo que había sacado de Tucuman, y todo esto burlando á cada una de dichas tres fuertes divisiones y pasando a pie y mal armado por sobre las barbas de cada uno de ellos.